# Вацлав Потоцький
Вацлав Потоцький (*Wacław Potocki, 1621 або 1625 —†1696) — польський поет, урядник часів Речі Посполитої.

## Життєпис
Походив зі шляхетського роду Потоцьких гербу Шренява. Народився у 1621 або 1625 році у с. Воля Лужанська (Мала Польща). Здобув освіту в аріанській школі у Рациборську.
У 1638 році разом із братом Яном брав участь у придушенні повстання Острянина. У 1642 році після смерті батька та діда Яна Потоцького вступив разом з іншим братом, Єжи, в управління маєтками. У 1646 році остаточно поділив спадкові володіння з братами. У 1648 році оженився на Катерині Морштин, отримавши посаг у 6 тисяч флоринів.
У 1651 році долучається до війська на чолі із королем Яном II Казимиром, бере участь у битві під Берестечком. Втім, отримавши поранення, повернувся до свого маєтку у Малій Польщі. У 1655 році з вторгненням Швеції до польських земель спочатку як усі аріани та кальвіністи, проте згодом залишив Річ Посполиту, перебравшись до Угорщини. Втім вже у 1656 році перебирається до Польщі, де у 1657 році бере участь в обороні Горлиці від військ трансильванського господаря Юрія II Ракоці.
1658 року було прийнято закон проти аріан. Вацлав Потоцький перейшов до католицизму. Проте його дружина відмовилася це зробити. Внаслідок цього став терпіти утиски. Щоб зберегти маєтки у родині, Вацлав був змушений передати їх своєму синові Стефану та доньці Зофії. У 1665—1666 роках підтримав рокош Єжи Себастьяна Любомирського.
1667 року стає підстаростою бєцьким, 1668-го депутатом місцевого сеймику, 1685 році — послом до Варшавського сейму. Надалі брав участь у діяльності Краківського сеймику.
У 1672 році, з початком війни Речі Посполитої проти Османської імперії, Потоцького призначають очолити оборону замку Беч. У 1677 році його звинуватили в аріанстві, проте Потоцький надав документи щодо переходу до католицтва особисто та своєї дружини (коли це відбулося невідомо). У 1678 році отримав від короля Яна III Собеського посаду підчашого Кракова. У 1680 році обирається скарбницим сеймику Кракова. У 1683 році краківський сеймик призначає Потоцького комісаром кордонів із Сілезією.
У 1685 році обирається делегатом до Варшавського сейму. Після цього поступово відійшов від справ. Помер у 1696 році.

## Творчість
Поетична спадщина колосальна складає близько 300 000 рядків. Втім, крім одного вірша і гербовника за життя не видав нічого з великої колекції своїх творів. Літературна популярність Вацлава Потоцького поширюється після його смерті, коли починаючи з кінця XVII ст. поступово починають з'являтися у друці його праці. Справжня слава приходить в середині XIX ст., коли вперше була опублікована його поема «Хотинська війна» (12 000 рядків), написана у 1670 році. Ця поема довгий час зберігалася в рукописі і була видана лише у 1850 році.
Подібно своїм попередникам, Потоцький спирається на різного роду спогади і щоденники учасників описуваних подій. Незважаючи на певний відбір матеріалу, автору не вдалося все ж таки створити стрункої композиції і досягти цілісності розповіді. Однак, талант епіка, що малює вражаючі картини битв, атак, лицарських герців, майстерність побутописця, рельєфно відтворює життя військового табору, повсякденну буденність і шляхетські типи, яскраве обдарування сатирика, що висміював магнатську олігархію, шляхетські зловживання «золотий свободою», пригнічення кріпаків, саркастично характеризує самого короля Сигізмунда III, — все це, обумовлюючи художню самобутність поеми, ставить « Хотинську війну» на недосяжну висоту для його польських попередників і для послідовників у XVIII ст.
Своєрідне поєднання епіки та сатири, патетики і памфлету, моралізаторства і ліризму, порушуючи гармонію епічного звучання, відображає складну гаму думок і переживань поета, який в період загрози турецького нападу створює патріотичний твір, звертаючись до перемоги поляків над турками під Хотином 1621 року. У той же час він не ідеалізує минуле, гостро і критично розцінюючи стан Речі Посполитої. Поема відрізняється художньою проникливістю розповіді. Характерною для епохи рисою є органічне поєднання патріотичних і релігійних мотивів, останні у поета-аріанина перегукуються з популярними у польських аріан ідеями Еразма Роттердамського.
З релігійної поезії Потоцького дотепер дійшло кілька циклів пісень — «Діалог про воскресіння Господнє» (1676 рік) і віршована обробка євангелічних мотивів «Новий заклик під стару корогву тріумуючого Ісуса» (1670—1680 роки).
Вацлав Потоцький в своєму доробку має також елегії і панегірики. Особливу цінність представляє «Сад фрашек» — збірка віршів (близько 2000), написаних переважно у 1672—1694 роках й виданих частково у 1747 році, а повністю — у 1907 році. У цій барвистій мозаїці різноманітних за жанром віршів звучать політичні та соціальні мотиви: критика «золотої свободи», політичної анархії, магнатської сваволі, цивільної байдужості шляхти, безправ'я кріпаків, обурення сарматськими замашками, занепадом моралі, викриття релігійного фанатизму, жадібності і бездушності католицьких церковників, паразитизму монастирів. Тут розкривається яскрава картина шляхетського життя і звичаїв, з'являються колоритні побутові сценки, рельєфно виписані типи, звучить розмовна мова.
В іншій збірці «Моралія» (1688—1696 роки) В.Потоцький здебільшого у віршованій формі перефразував сентенції Еразма Роттердамського. Разом з тим, розвиваючи думку, покладену у максими або приказки, автор звертається до національного життя, до особисто продуманого і пережитого.
Вацлав Потоцький також є автором романів у віршах. Перший з них — «Аргеніда» — творча переробка та віршований переклад з латини популярного на Заході алегоричного роману Д.Барклая. У запозичений сюжет поет вводить сценки та епізоди, в яких відображаються у завуальованій формі актуальні події та проблеми польської суспільної дійсності. Інший роман Потоцького — «Сілорет» (видано у 1764 році), де зустрічаються елементи сюжету і окремі образи, запозичені з «Ефіопіки» Геліодора, використаної поряд з іншими джерелами, — типовий зразок барокової екзотики. Фабула цього твору, в якому розважальність поєднується з моралізаторством, химерно заплутана, в ній багато незвичайних персонажів, казкових подій і гостроефектних пригод.